# Christopher Lawford
Christopher Lawford (Santa Monica, 29 maart 1955 - Vancouver,  4 september 2018) was een Amerikaans acteur. 

## Biografie
Lawford is het oudste kind en enige zoon van acteur Peter Lawford en Patricia Kennedy, de zus van president John F. Kennedy. Hij heeft nog drie jongere zusters, Sydney (1956), Victoria (1958) en Robin (1961). Na de scheiding van zijn ouders in 1966 werd hij door zijn moeder opgevoed in New York. In de jaren zeventig kampte hij met een drugsprobleem. In 1984 overleed zijn neef David Kennedy, met wie hij een goede band had, aan een overdosis. Hierdoor zocht hij professionele hulp om af te kicken.
Hij begon zijn acteercarrière in 1988. Hij speelde in vele films mee en van 1992 tot 1995 speelde hij drie jaar een rol in de soapserie All My Children. 
In 1984 trouwde hij met Jeannie Olsson, met wie hij drie kinderen kreeg, in 2000 scheidde het koppel. Op 22 augustus 2005 hertrouwde hij met de Russische actrice Lana Antonova; ook dit huwelijk eindigde in 2009 in een scheiding. In 2014 trouwde hij een derde maal, nu met yogalerares Mercedes Miller. 
Op 4 september 2018 overleed hij aan een hartaanval.